# Krst ob Srebrni reki
Drama Franceta Papeža Krst ob Srebrni reki je bila objavljena leta 1995 v reviji Meddobje.  Dogajanje se odvija v začetku 90. let.

## Osebe
- Andrej Smolnik, povojni naseljenec v zdomstvu ob Srebrni reki, v Velikem Buenos Airesu
- Eliza, njegova žena
- Tomaž, njun edini sin, rojen v Argentini
- Helena Logar, hčerka sosednje slovenske zdomske družine
- Krajevni slovenski župnik

## Povzetek

### 1. dejanje
Tomaž je sicer zaveden Slovenec, a išče svojo pot, namerava se poročiti z Argentinko. Starša sta nesrečna, bojita se, da se bo slovenska kri izgubila v tujem morju. - Pride Helena, da se poslovi; Tomaža ljubi, a se mu odreče, zaželi mu, da bi našel nov svet, nov dom, svojo srečo.

### 2. dejanje
Eliza in Andrej z obžalovanjem mislita na leta razcveta slovenske kulture in domačijstva ob Srebrni reki; zdaj je ljudi vedno manj, skupnost izumira. To potrdi tudi župnik, ki je bil pravkar opravil pogreb enega pomembnih članov skupnosti. Starejše bolijo narodnostno mešani zakoni, tudi župnika prizadene Tomaževa odločitev. Izroči mu darilo Helene, pove, da je odpotovala v Slovenijo in bo od tam odšla v misijone, ker je zaslišala božji klic. Helenino dejanje Tomaža spremeni, mu pokaže smer: vztrajati na slovenski poti, ne oditi od svojih, ne se umikati v širjave tujega sveta. Je Tomaž s Helenino pomočjo doživel krst - krst za slovenstvo?